# La Iglesuela del Cid (kommunhuvudort)
La Iglesuela del Cid är en kommunhuvudort i Spanien.   Den ligger i provinsen Provincia de Teruel och regionen Aragonien, i den östra delen av landet, 290 km öster om huvudstaden Madrid. La Iglesuela del Cid ligger 1 233 meter över havet och antalet invånare är 513.
Terrängen runt La Iglesuela del Cid är kuperad. Runt La Iglesuela del Cid är det ganska glesbefolkat, med 26 invånare per kvadratkilometer. Närmaste större samhälle är Villafranca del Cid, 8,0 km sydost om La Iglesuela del Cid. Trakten runt La Iglesuela del Cid består i huvudsak av gräsmarker.